# Кадина Главица
Кадина Главица је насељено мјесто града Дрниша у Далмацији, Шибенско-книнска жупанија, Република Хрватска.

## Географија
Налази се око 7 км источно од Дрниша. Село се налази на истоименом узвишењу у источном дијелу Петровог поља.

## Историја
Кадина Главица се од распада Југославије до августа 1995. године налазила у Републици Српској Крајини.

## Култура
У Кадиној Главици се налази римокатоличка црква Св. Јосип из 1964. године.

## Становништво
Према попису становништва из 2001. године, Кадина Главица је имала 255 становника. Насеље је према попису становништва из 2011. године имало 215 становника.
| Националност       | 1991. | 1981. | 1971. | 1961. |
| Хрвати             | 362   | 320   | 380   | 388   |
| Срби               | 138   | 88    | 105   | 114   |
| Југословени        | 2     | 8     |       |       |
| остали и непознато | 8     | 1     |       | 1     |
| Укупно             | 510   | 417   | 485   | 503   |

| Демографија | Демографија | Демографија |
| Година      | Становника  | Становника  |
| ----------- | ----------- | ----------- |
| 1961.       | 503         |             |
| 1971.       | 485         |             |
| 1981.       | 417         |             |
| 1991.       | 510         |             |
| 2001.       | 255         |             |
| 2011.       |             | 215         |

## Попис 1991.
На попису становништва 1991. године, насељено место Кадина Главица је имало 510 становника, следећег националног састава:
| Попис 1991.‍  | Попис 1991.‍  | Попис 1991.‍ | Попис 1991.‍ | Попис 1991.‍ |
| ------------ | ------------ | ----------- | ----------- | ----------- |
|              |              |             |             |             |
| Хрвати       | Хрвати       |             | 362         | 70,98%      |
| Срби         | Срби         |             | 138         | 27,05%      |
| Југословени  | Југословени  |             | 2           | 0,39%       |
| неопредељени | неопредељени |             | 1           | 0,19%       |
| непознато    | непознато    |             | 7           | 1,37%       |
| укупно: 510  |              |             |             |             |

## Презимена
- Гагрица — Православци
- Горета — Римокатолици
- Грцић — Римокатолици
- Колар — Православци
- Крањац — Римокатолици
- Крижановић — Римокатолици
- Накић — Римокатолици
- Павловић — Православци
- Плетковић — Римокатолици
- Поповић — Римокатолици
- Стојић — Православци